# Wolfgang Staudinger
Wolfgang Staudinger (Berchtesgaden, 8 settembre 1963) è un ex slittinista tedesco occidentale.
Dopo la riunificazione della Germania (1990), ha acquisito la cittadinanza tedesca.
È coniugato con Marie-Claude Doyon, a sua volta ex slittinista di alto livello.

## Biografia
Esordì in Coppa del Mondo nella stagione 1982/83, conquistando il primo podio il 16 gennaio 1983 nel doppio ad Imst (3°) in coppia con Thomas Schwab, con il quale ha condiviso anche tutti i suoi successivi risultati nella specialità biposto, e la prima vittoria il 15 dicembre 1985 sempre nel doppio a Sarajevo. Trionfò in classifica generale nella specialità del doppio nell'edizione del 1986/87.
Prese parte a due edizioni dei Giochi olimpici invernali, entrambe le volte nel doppio: a Sarajevo 1984 giunse ottavo mentre a Calgary 1988 conquistò la medaglia di bronzo.
Ai campionati mondiali ottenne una medaglia di bronzo nel doppio ad Igls 1987. Nelle rassegne continentali vinse due titoli europei a Königssee 1988 nel doppio e nella gara a squadre.
Si ritirò dall'attività agonistica nel 1989 divenendo allenatore. Dal 2007 è stato nominato responsabile della nazionale canadese di slittino.

## Palmarès

### Olimpiadi
- 1 medaglia:
  - 1 bronzo (doppio a Calgary 1988).

### Mondiali
- 1 medaglia:
  - 1 bronzo (doppio ad Igls 1987).

### Europei
- 2 medaglie:
  - 2 ori (doppio, gara a squadre a Königssee 1988).

### Coppa del Mondo
- Vincitore della Coppa del Mondo nella specialità del doppio nel 1986/87.
- 18 podi (tutti nel doppio):
  - 3 vittorie;
  - 3 secondi posti;
  - 12 terzi posti.

#### Coppa del Mondo - vittorie
| Data             | Luogo       | Paese       | Disciplina               |
| ---------------- | ----------- | ----------- | ------------------------ |
| 15 dicembre 1985 | Sarajevo    | Jugoslavia  | Doppio con Thomas Schwab |
| 1º febbraio 1987 | Imst        | Austria     | Doppio con Thomas Schwab |
| 1º marzo 1987    | Lake Placid | Stati Uniti | Doppio con Thomas Schwab |